# Портильо
Портильо (на испански: Portillo) е известен ски курорт, разположен в Андите, Чили.
Намира се на 160 км североизточно от столицата Сантяго де Чиле, близо до град Лос Андес (на испански: Los Andes).
Строителството на курорта започва през 1942 година, като откриването на ски-курорта става през 1949 година. В областта има 12 лифта.
През 1966 година курорта е домакин на Световната купа по ски спускане, където известният френски скиор Жан-Клод Кили печели първия си златен медал.
През последните години, Портильо многократно приема етапи от Световната купа по ски-алпийски дисциплини.
На специално подготвено трасе за ски спускане са многократно постигани световни рекорди за скорост по ски-спускане.
Поради разположението си в Южното полукълбо, в курорта прекарват своите тренировъчни лагери през лятото националните ски отбори на САЩ, Италия, Франция и други страни от Северното полукълбо.
Ски сезонът продължава от около средата на месец юни до началото на месец октомври.
Снежната покривка достига 7 м.